# Mario Lanza
Mario Lanza (født Alfred Arnold Cocozza 31. januar 1921 i Philadelphia – 7. oktober 1959 i Rom) var en amerikansk operasanger (tenor) og skuespiller.